# Симионато, Кьяра
Кьяра Симионато (итал. Chiara Simionato, 4 июля 1975) — итальянская конькобежка, участница зимних Олимпийских игр 2002, 2006 и 2010 годов. Бронзовый призёр чемпионата мира 2006 года в спринтерском многоборье. Обладатель Кубка мира на дистанции 1000 метров в 2005 и 2007 годах. Пятикратная чемпионка Италии в классическом многоборье и двенадцатикратная чемпионка Италии в спринтерском многоборье.

## Биография
Кьяра Симионато начала кататься на коньках в возрасте 8 лет, а в 1985 году, когда училась в 5-м классе занялась шорт-треком в клубе "Ice Pieve di Cadore". У неё есть младшая сестра Паола, которая также пошла по стопам своей сестры Кьяры. Кьяра позже перешла в конькобежный спорт и в 1988 году заняла 3-е место в спринте на молодёжных играх Италии. В 1992 и 1993 году стала серебряным и бронзовым призёром на юниорском чемпионате Италии в многоборье, и с 1993 года стала выступать на чемпионатах Италии. Через год заняла 3-е место в многоборье и на дистанциях 1000, 1500 и 3000 м на чемпионате Италии и дебютировала на чемпионате мира среди юниоров. 
С сезона 1995/1996 выступала на этапах Кубка мира и чемпионатах мира, а также впервые выиграла чемпионат Италии в спринтерском многоборье. С 1996 по 2009 годы 10 раз становилась чемпионкой Италии в спринте, в 1999, 2000, 2007, 2008, 2009 становилась чемпионкой Италии в классическом многоборье. В 1997 году впервые участвовала на чемпионате Европы в Херенвене и заняла там 20-е место.
В январе 2002 года Кьяра поднялась на 12-е место на спринтерском чемпионате мира в Хамаре, а в феврале на зимних Олимпийских играх в Солт-Лейк-Сити заняла 17-е место на дистанции 500 м, 10-е на 1000 м и 16-е на 1500 м. В 2005 году на чемпионате мира в Солт-Лейк-Сити заняла 5-е место и выиграла Кубок мира в общем зачёте на дистанции 1000 м.
В 2006 году на спринтерском чемпионате мира в Херенвене стала бронзовой призёркой. Следом на домашних зимних Олимпийских играх в Турине стала 10-й на 500 м, 13-й на 1000 м и 5-й на 1500 м. В 2007 году на чемпионате мира в Хамаре стала 5-й в спринте, на чемпионате мира на отдельных дистанциях в Солт-Лейк-Сити заняла 4-е место в забеге на 1000 м и второй раз стала обладательницей Кубка мира на дистанции 1000 м.
С 2005 по 2008 год 12 раз побеждала на этапах Кубка мира, 2 раза на 500 метров и 10 раз на 1000 метров. В 2008 году ей не хватило совсем немного, чтобы попасть на подиум в спринте на чемпионате мира в Херенвене, где она заняла 4-е место. На своих третьих зимних Олимпийских играх в Ванкувере она заняла 25-е место в забеге на 500 м, 19-е на 1000 м и 27-е на 1500 м.
В 2009 году Кьяра Симионато получила разрыв сухожилия, после чего не смогла набрать нужную форму, и в 2011 году закончила спортивную карьеру.

## Награды
- 2018 год - награждена премией от лыжного клуба "Trichiana".[6]

## Личная жизнь
Кьяра Симионато - мама троих детей, работает и продолжает жить своей страстью ко льду, тренируя детей в Пьеве-ди-Кадоре.